# واقعية اجتماعية

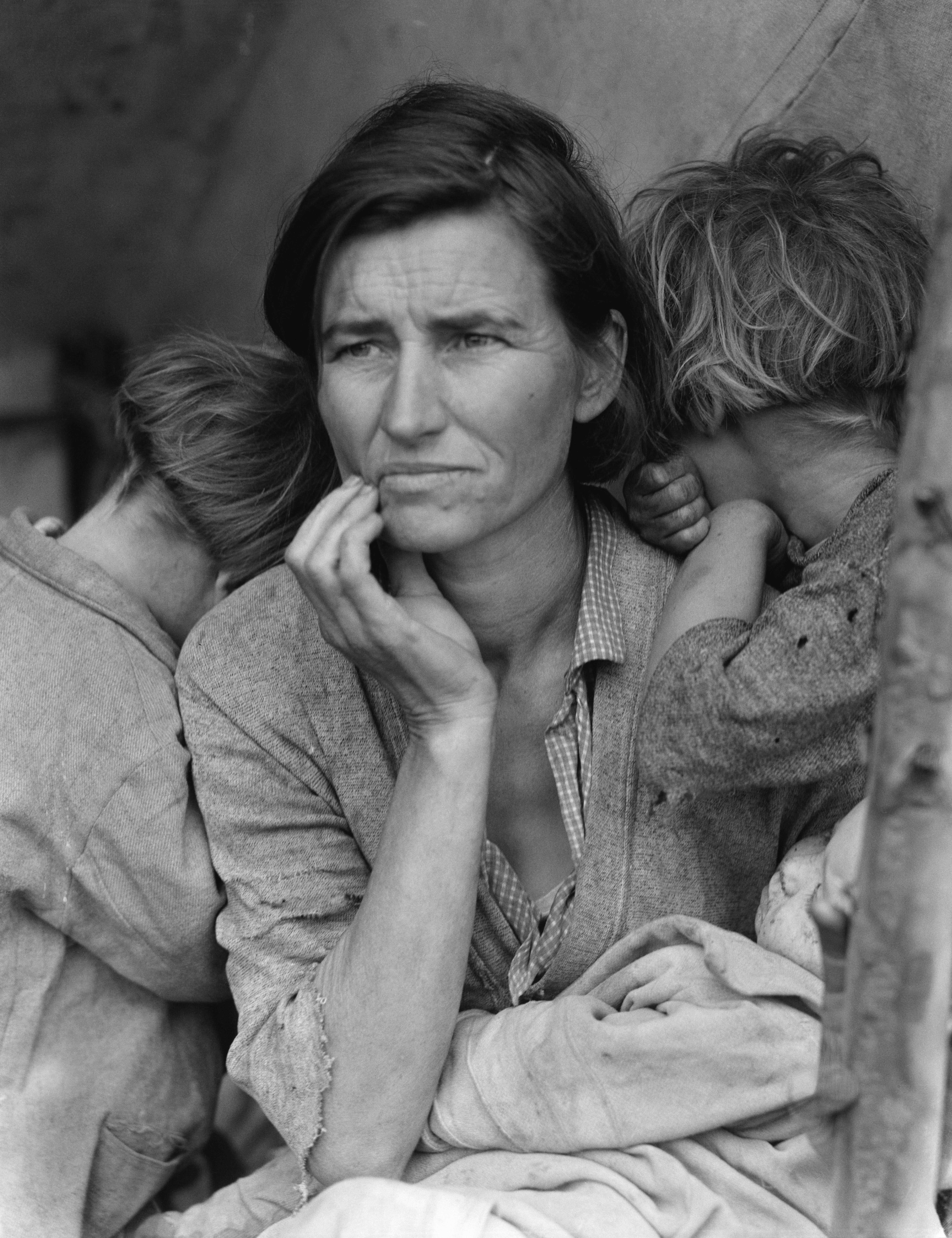
.

واقِعيَّة اجتماعية أو الواقعية الاشتراكية هي وُجهة نظر عُلَماء الاجتِماع في تفسير طبيعة المجتمع وحقائقه، إذ يُقرِّرون أن كُلَّ ما يتعلَّق وينبثق عن ظُروف الحياة الاجتماعية شيء واقعي وخارجي مُنفصِل عن ذوات الأفراد المُكوِّنين للمجتمع، بمعنى أن الوجود الاجتِماعي سابق على الوُجود الفردي، والجماعة أسبق وُجوداً أو تاريخاً من الفرد، ولا يوجد فرد خارج عن الجماعة.